# Alora (ort i Spanien)
Alora är en ort i Spanien.   Den ligger i provinsen Provincia de Málaga och regionen Andalusien, i den södra delen av landet, 400 km söder om huvudstaden Madrid. Alora ligger 215 meter över havet och antalet invånare är 13 395.
Terrängen runt Alora är kuperad. Runt Alora är det ganska tätbefolkat, med 134 invånare per kvadratkilometer. Närmaste större samhälle är Coín, 18,8 km söder om Alora. Trakten runt Alora består till största delen av jordbruksmark.